# Фънди (залив)
Фънди (на английски: Bay of Fundy, на френски: Baie de Fundy) е залив на Атлантическия океан, разположен край югоизточния бряг на Канада (провинции Ню Брънзуик и Нова Скотия) и североизточната част на САЩ (щата Мейн). Явява се североизточно разклонение на големия залив Мейн. Заливът Фънди се вдава на 300 km на североизток между континента на север и полуостров Нова Скатия на изток и югоизток. Границата със залива Мейн преминава от остров Бриер (на югоизток) през остров Гранд Манан и до югозападния нос на залива Пасамакуоди (на северозапад, в щата Мейн). Бреговете на залива са от ватов тип и на североизток и северозапад са силно разчленени, където са разположени вторичните заливи Шеподи Бей и Минас Басейн (на североизток) и Пасамакуоди (на северозапад). Заливът Фънди се слави с най-високите приливи в света (до 18 m, при селището Брънчо Хеад, Нова Скотия), записани в книгата на Рекордите на Гинес (1975 г.). От север в него се вливат реките Сейнт Джон и Сен Кроа. Частите от заливите Шеподи Бей и Минас Басейн формират един от шестте канадски обекта в Резервната мрежа на западното полукълбо и са класифицирани като Полукълбовиден сайт. Администрира се от провинциите Ню Брънзуик и Нова Скотия и Канадската служба за дива природа. На северният му бряг е разположен големия град и пристанище Сейнт Джон, в провинция Ню Брънзуик.